# 楊一儁
楊一儁（？—？），字又起，號五華，四川順慶府鄰水縣人，明朝政治人物，崇禎元年戊辰科進士。鄰水縣城內前街縣治前原有為其所立之“天畿豸史七藩總憲坊”。鄰水城西十五里有御史橋係其所建。

## 生平
天啟七年（1627年）丁卯科四川鄉試舉人，崇禎元年（1628年）戊辰科進士，崇禎二年（1629年）授湖廣景陵縣知縣。
崇禎三年（1630年）任庚午科湖廣鄉試同考官，升雲南道監察御史、巡按直隸、河南，巡視七省漕務，崇禎十一年（1638年）浚鎮江府漕渠、太倉州湖川塘、順天巡撫。獲弘光帝起為監察御史。《鄰水縣志》等地方志有傳。

## 家族
父楊芳春，生員，天性孝友，立品端方，生平嗜學不厭，博極群書，曲成後學，以其貴敕贈文林郎湖廣景陵縣知縣。母胡氏（封孺人），崇禎五年崇祀鄉賢。子楊曦垣，康熙八年歲貢。孫楊伯龍。

## 其他
明邑人陳加卲『送楊一儁讀書萬峰山』詩：
何地松無色，萬峰靜有聲。
此處讀書去，獨我送君行。
朝昏深客意，花鳥閱山情。
行藏見吾道，容易莫逃名。